# نمای مطب دکتر شیبانی
نمای مطب دکتر شیبانی مربوط به دوره پهلوی اول است و در مشهد، خیابان امام خمینی، نبش خیابان سعدی واقع شده و این اثر در تاریخ ۱۱ مرداد ۱۳۸۴ با شمارهٔ ثبت ۱۲۳۹۴ به‌عنوان یکی از آثار ملی ایران به ثبت رسیده است.